# Signet Jewelers Limited

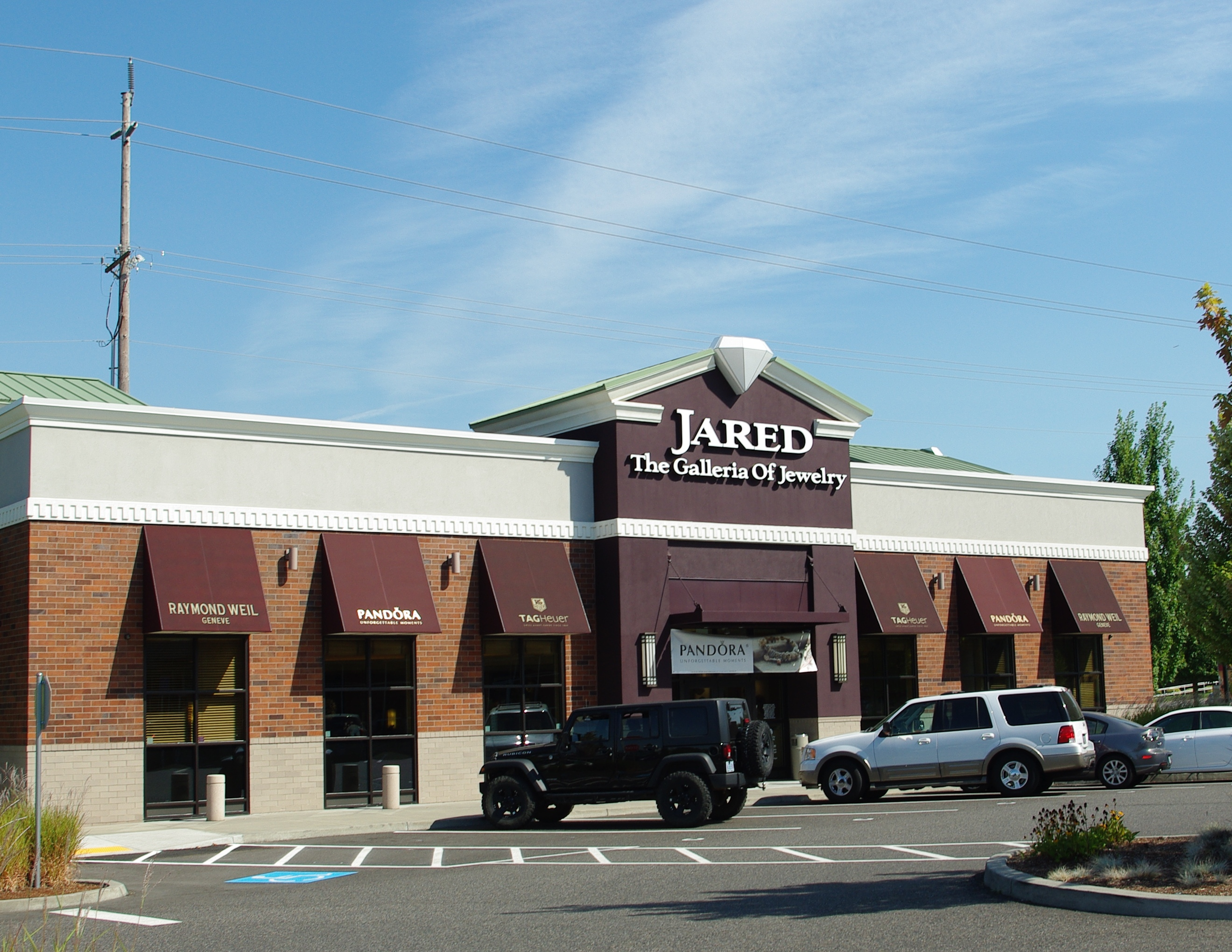
Eine der zu Signet Jewelers Limited gehörenden Filialen der Marke Jared in Hillsboro, Oregon

Signet Jewelers Limited, von 1949 bis 1993 Ratner Group und von 1993 bis September 2008 Signet Group plc genannt, ist die weltgrößte Juwelierkette. Die Aktien des in Bermuda ansässigen Unternehmens, das in Birmingham, Großbritannien seinen Verwaltungssitz hat, werden sowohl an der  New York Stock Exchange als auch an der London Stock Exchange gehandelt. Das Unternehmen konzentriert sich auf den Schmuck- und Uhrenverkauf im mittleren Preissegment und ist Marktführer in den USA und in Großbritannien. Die zum Unternehmen gehörenden Ketten „Jared“ in den USA sowie „Ernest Jones“ und „Leslie Davis“ in Großbritannien sind im gehobenen Preissegment aktiv.

## Unternehmensgeschichte
Die Gründung des Unternehmens erfolgte 1949 durch Leslie Ratner. Das Unternehmen war in der Lage, bis in die späten 1980er aus eigener Kraft zu expandieren. In den späten 1980er Jahren und zu Beginn der 1990er wuchs die zu dem Zeitpunkt noch mehrheitlich in Familienbesitz befindliche Unternehmensgruppe vor allem, indem sie andere Juwelierläden übernahm. 
Der Ruf des Unternehmens nahm erheblichen Schaden, als Gerald Ratner, Sohn von Leslie Ratner und zu dem Zeitpunkt Vorstandsvorsitzender des Unternehmens, sich 1991 in einer Rede vor dem britischen Institute of Directors abfällig über die Qualität einzelner Produkte äußerte: 

„Wir bieten auch Sherrykaraffen aus Kristallglas komplett mit sechs Gläsern und einem versilberten Tablett für 4,95 britische Pfund an, auf denen Ihr Butler Ihnen Ihren Drink servieren kann. Leute fragen, wie können Sie so etwas für so einen niedrigen Preis verkaufen? Ich sage, wir können das, weil es völliger Schrott ist.“

Er führte dann weiter aus, dass einige der Ohrringe nicht mehr kosten würden als ein Krabbensandwich bei Marks & Spencers, aber weniger lange halten würden als dieses.  Über seine Äußerungen wurde in den Tagen darauf von der Presse ausführlich berichtet. Der Aktienpreis des Unternehmens fiel von 2 britischen Pfund auf weniger als 8 Pence, wodurch ein Börsenwert von mehr als 500 Millionen britischen Pfund vernichtet wurde. Das Unternehmen, das 1991 noch einen Gewinn von 112 Millionen britischen Pfund ausgewiesen hatte, wies 1992 einen Verlust von 122 Millionen britischen Pfund aus.  Der Marketing-Experte Tom Blacket kommentierte, dass es  Konsumenten mittlerweile peinlich sei, eines der Produkte des Unternehmens zu besitzen.  In der Folge wurden zwischen Januar 1992 und Mai 1994 mehr als 300 Filialen geschlossen. Das Unternehmen musste restrukturiert werden, Ratner selbst sah sich gezwungen, das Unternehmen zu verlassen.
Der als Beleg für mangelndes Urteilsvermögen und Verachtung gegenüber den eigenen Kunden eingestufte Patzer Ratners führte im englischen Sprachgebrauch zu dem Ausdruck „doing a Ratner“ – ein Wortspiel, das die Bedeutung von „to rat“ (deutsch: jemanden verraten oder verpfeifen bzw. jemanden im Stich lassen) aufgreift.

## Vermarktung

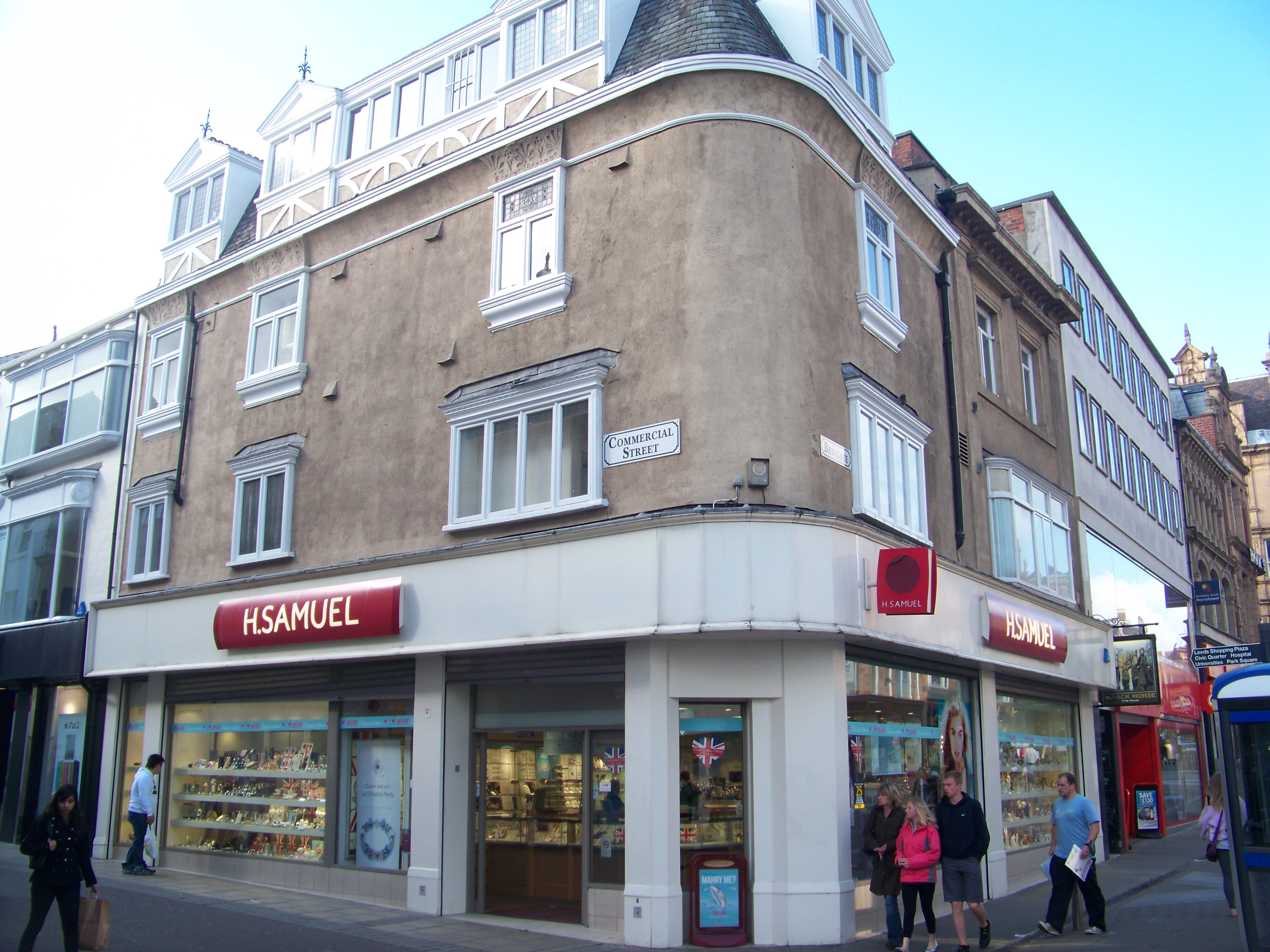
Eine der britischen Filialen in Leeds

Im Januar 2010 gehörten zu Signet 1933 Filialen. 1379 der Filialen befanden sich in den Vereinigten Staaten, wo das Unternehmen als Kay Jewelers, Jared – The Galleria of Jewelry und mit den Regionalfilialen JB Robinson Jewelers, Marks & Morgan Jewelers, Belden Jewelers, Osterman Jewelers, Shaw’s Jewelers, Weisfield’s Jewelers, LeRoy’s Jewelers, Rogers Jewelers, Goodman Jewelers und Friedlander’s Jewelers auftritt.  Kay Jewelers ist darunter die wichtigste Marke, die ausschließlich in Einkaufszentren Niederlassungen führt. Jared – The Galleria of Jewelry operiert dagegen ausschließlich außerhalb von Einkaufszentren. Alle US-amerikanischen Filialen werden von einer Tochtergesellschaft von Signet Jewelry, der Sterling Jewelers, Inc. geführt. Die 553 Filialen in Großbritannien operieren unter den Namen H. Samuel, Ernest Jones und Leslie Davis. H. Samuel ist mit 348 Filialen die wichtigste britische Marke. 
Die britische Marke Ernest Jones konzentriert sich auf hochpreisigere Ware als H. Samuel. Zu den von Ernest Jones verkauften Uhren gehören unter anderem die Marken TAG Heuer, RADO Switzerland, Gucci, Longines und Omega; einige der Filialen führen auch Uhren der Marke Rolex.  Per 2. Januar 2010 operierten 191 Filialen unter diesem Namen. 
Die Marke Leslie Davis wird von Signet Jeweler als Jewelers of Distinction (der Juwelier mit dem feinen Unterschied) vermarktet. Die Auswahl ist etwas modeorientierter als in den Ernest-Jones-Filialen. Neben Uhren von Marken wie Omega und TAG Heuer werden auch Uhren von Modedesignern wie Gucci, Armani, Christian Dior und Burberry angeboten.  2011 gehörten elf Leslie-Davis-Filialen zum Unternehmen.

## Einzelbelege
1. ↑  Signet Jewelers: Executive Officers – Signet Leadership Team, abgerufen am 14. Februar 2019
2. ↑  Signet Jewelers: 2018 Annual Report, abgerufen am 14. Februar 2019
3. 1 2  Geschäftsbericht 2013, veröffentlicht am 2. Februar 2013 (Memento vom 18. April 2014 im Webarchiv archive.today), aufgerufen am 18. April 2014
4. ↑   Firmengeschichte auf der Website von Signet Jewelers Limited, aufgerufen am 3. Mai 2014
5. ↑  Ein Gremium zur Unterstützung, Interessenvertretung und Vorgabe von Richtlinien für Unternehmensführer
6. ↑   Doing a Ratner and other famous gaffes, The Telegraph vom 22. Dezember 2007, aufgerufen am 18. April 2014. Im Original lautet das Zitat: We also do cut-glass sherry decanters complete with six glasses on a silver-plated tray that your butler can serve you drinks on, all for £4.95. People say, 'How can you sell this for such a low price?' I say, because it's total crap.
7. 1 2 3 4  Matt Haig: Brand Failures. Kogan Page, London 2011, ISBN 978-0-7494-6300-7, S. 137 (englisch).
8. ↑   BBS News erinnert an Ratners Patzer, aufgerufen am 18. April 2014
9. ↑   'Doing a Ratner' and other famous gaffes In: The Daily Telegraph, 22. Dezember 2007. Abgerufen am 18. April 2014 (englisch).
10. ↑  Bill Wilson:  Barclay chief's gaffe recalls Ratner howler In: BBC News Online, 17. Oktober 2003. Abgerufen am 14. April 2010 (englisch).